# Sprungrevision
Eine Sprungrevision liegt vor, wenn das Rechtsmittel der Revision direkt gegen erstinstanzliche Entscheidungen der unteren Gerichte (z. B. in Deutschland: Amtsgericht, Landgericht in erster Instanz, Arbeitsgericht, Sozialgericht, Verwaltungsgericht) eingelegt wird. Mit ihr wird die zweite Instanz (die Berufung) übersprungen. Stattdessen gelangt der Rechtsstreit direkt vor das letztinstanzliche Gericht (z. B. in Deutschland: Oberlandesgericht, Bundesgerichtshof, Bundesarbeitsgericht, Bundessozialgericht, Bundesverwaltungsgericht). Im Gegensatz zum „übersprungenen“ Berufungsverfahren findet im Revisionsverfahren keine Tatsachenfeststellung mehr statt, es werden nur noch Rechtsfragen geprüft.
Ob und unter welchen Voraussetzungen eine Sprungrevision möglich ist und in welchem Umfang das erstinstanzlich ergangene Urteil durch das Revisionsgericht überprüft wird, unterliegt keiner einheitlichen Regelung, sondern unterscheidet sich in den verschiedenen Prozessordnungen.
Ins deutsche Prozessrecht gelangte die Sprungrevision 1924. Vergleichbar mit der Sprungrevision ist die Sprungrechtsbeschwerde im FamFG-Verfahren (§ 75 FamFG) und im arbeitsgerichtlichen Beschlussverfahren (§ 96a ArbGG).
Im österreichischen Prozessrecht gibt es kein der Sprungrevision entsprechendes Rechtsmittel. Rechtsordnungen mit Kassation kennen ggf. eine Sprungkassation, das englische Recht den leapfrog appeal.

## Zivilprozess (Deutschland)
Eine Sprungrevision ist nach § 566 Abs. 1 ZPO konkret möglich („statthaft“), wenn
- die Berufung statthaft wäre,
- der Gegner einwilligt und
- das Revisionsgericht die Sprungrevision zulässt.

Gemäß §§ 566 Abs. 2 S. 2, Abs. 8 S. 1, 548, 551 Abs. 1 ZPO muss der Antrag auf Zulassung der Sprungrevision – wie die Revision – innerhalb eines Monats ab Urteilsverkündung mittels Einreichung einer begründeten Zulassungsschrift beim Revisionsgericht erfolgen und es muss auch die Zustimmung der anderen Partei in Schriftform beigefügt sein.
Die Sprungrevision wird laut § 566 Abs. 4 ZPO aber – auch wenn sie statthaft ist – nur dann vom Revisionsgericht zugelassen, wenn die Rechtssache entweder:
- grundsätzliche Bedeutung hat,
- die Fortbildung des Rechts, oder
- die Sicherung einer einheitlichen Rechtsprechung eine Entscheidung des Revisionsgerichts erfordert.

Andernfalls wird der Antrag zurückgewiesen und das erstinstanzliche Urteil wird rechtskräftig.
Gemäß § 566 Abs. 7 S. 3 ZPO beginnt die Revisionsbegründungsfrist mit der Zustellung der Entscheidung zu laufen, mit der die Sprungrevision zugelassen wird.
Anders als die Revision kann die Sprungrevision nicht auf eine Verfahrensrüge gestützt werden (§ 566 Abs. 4 S. 2 ZPO). Meist wird mit ihr die Verletzung materiellen Rechts gerügt.
Über die Sprungrevision in Zivilsachen entscheidet nach § 133 GVG der Bundesgerichtshof.

## Strafprozess (Deutschland)
Die Zulässigkeit und Durchführung der Sprungrevision im Strafverfahren richtet sich nach § 335 der Strafprozessordnung. Die Sprungrevision ist gegen alle Urteile zulässig, gegen die auch die Berufung eingelegt werden kann, und soll der Vereinfachung des Rechtsmittelzuges dienen. Sie ermöglicht es dem Rechtsmittelführer, unmittelbar durch das Revisionsgericht überprüfen zu lassen, ob das erstinstanzliche Gericht eine rechtlich richtige Entscheidung getroffen hat, während vor dem Berufungsgericht eine neue Beweisaufnahme stattfinden kann. Gleichzeitig „verliert“ der Rechtsmittelführer durch die Einlegung der Sprungrevision aber eine Instanz im Rechtsmittelzug. Durch eine Zurückverweisung an das erstinstanzliche Gericht kann allerdings eine neue untere Instanz „gewonnen“ werden. Die Sprungrevision wird vergleichsweise selten eingelegt. Einen Sonderfall der Sprungrevision stellt die Wahlrevision im Jugendstrafrecht dar (§ 55 Abs. 2 JGG).
Das Urteil wird aufgrund der Sprungrevision durch das Revisionsgericht im selben Umfang überprüft wie bei einer Revision gegen ein Berufungsurteil, entsprechend ist die Sprungrevision auch an dieselben Vorschriften zu Form und Frist gebunden.
Werden von mehreren Beteiligten unterschiedliche Rechtsmittel eingelegt, werden alle Rechtsmittel als Berufung behandelt (vgl. auch Sperrberufung).
Über die Sprungrevision befindet ein Strafsenat des Oberlandesgerichts (§ 121 GVG).

## Arbeits-, Sozial-, Verwaltungsgerichtsbarkeit (Deutschland)
Die Zulässigkeit der Sprungrevision richtet sich im arbeitsgerichtlichen Urteilsverfahren nach § 76 des Arbeitsgerichtsgesetzes (ArbGG), im sozialgerichtlichen Verfahren nach § 161 des Sozialgerichtsgesetzes (SGG) und im verwaltungsgerichtlichen Verfahren nach § 134 der Verwaltungsgerichtsordnung (VwGO). Voraussetzungen sind die schriftliche Zustimmung des Prozessgegners und die gerichtliche Zulassung.